# Ернст Юнгер
Ернст Юнґер (нім. Ernst Jünger, 29 березня 1895 — 17 лютого 1998) — німецький письменник, публіцист, націонал-революціонер та ентомолог. Ідеолог консервативної революції. Бойовий офіцер, учасник I- та II-ї світових воєн. Організатор багатьох націонал-революційних культурних середовищ, які забезпечили перемогу правих та консерваторів над ваймарським демократичним лібералізмом, соціал-демократами та комуністами до 1933 року. На ґрунті своїх ранніх радикальних, націоналістичних, антидемократичних та елітарних творів вважається предтечею націонал-соціалізму, хоча окремі критики висловлюють менш радикальні оцінки й зараховують Юнґера щонайбільше до реакційних кіл.
Часто Ернста Юнґера вважають «поетом війни», протиставляючи йому представників «втраченого покоління», як-от Еріха Марію Ремарка, проте дослідниця ідейного спадку письменника Олена Семеняка вважає таке зіставлення некоректним, адже коли в 1929 році виходить класика «втраченого покоління» («На Західному фронті без змін» Ремарка, «Прощавай, зброє» Ернеста Гемінґвея, «Смерть героя» Річарда Олдінґтона), Юнґер відходить від рефлексій над воєнним досвідом і переходить до філософської прози.

## Життєпис

### Дитинство і юність
Народився в Гайдельберзі в сім'ї доктора філософії Ернста Георга Юнґера. Батько, що мав докторський ступінь з хімії, залишив академічну кар'єру, і сім'я переїхала до Шварценберга (Саксонія), де Юнґер-старший став власником аптеки. З 1901 по 1913 рік Ернст Юнґер вчився в закритій школі в Ганновері. У 1913 році втік з дому, щоб вступити у Французький іноземний легіон. Батько скористався дипломатичними каналами, щоб його повернути. Разом з братом, Фрідріхом Георгом Юнґером, брав участь у русі «Вандерфоґель». Група була відома як голос незадоволеної молоді середнього класу — її участь у піших прогулянках по Німеччині була жестом протесту. Після повернення Юнґер уклав з батьком угоду, за якою син повинен був закінчити навчання перед тим, як взяти участь в експедиції на Кіліманджаро.

### Участь уПершій світовій війні

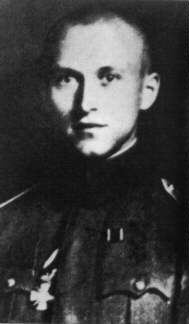
Ернст Юнґер під час Першої світової війни

У серпні 1914 року достроково склав іспити, вступив до Гайдельберзького університету і записався в 73-й полк Ганновера. Весною 1915 року взяв участь у бойових діях, після проходження офіцерських курсів, командував ротою. Взяв участь у битві при Соммі. Вперше був поранений у бою під Жілльмоном. Усього за роки Першої світової Юнґер був поранений 15 разів. Повернувшись на фронт у листопаді, отримав призначення в дивізійну розвідку і зазнав поранення під Сен-П'єрр-Ваастом. У січні 1917 року нагороджений Залізним хрестом. У серпні 1918 року полк наступав поблизу Камбре. Попри те, що Юнґер потрапив в оточення, він зумів уникнути полону, за що у вересні 1918 року був нагороджений орденом «Pour le Mérite» — найвищою військовою нагородою тодішньої Пруссії. Після війни служив лейтенантом в армії Ваймарської республіки до демобілізації в 1923 році.
Юнґер вважається одним з творців німецьких ударних військ і їхньої тактики.
Під час війни написав свою першу і найпопулярнішу книгу-щоденник «В сталевих грозах» («In Stahlgewittern»). Видав її своїм коштом 1920 року. Цей твір уже в 20-ті рр. високо поціновувався як мілітаристами, так і пацифістами.

### Ваймарська республіка
1921—1923 роки — офіцер Рейхсверу, працював над новим посібником з підготовки піхоти, читав Шпенглера і досліджував світ демонології і незвичайні можливості, пропоновані різними психоактивними речовинами. З 1921 по 1925 рік в Лейпцизькому університеті вивчає зоологію і слухає філософію у Крюгера.
У 1922 році після книги «В сталевих грозах» (1920) пише другу книгу «Війна як внутрішнє переживання», в якій описує війну в ширшому масштабі, також пише роман «Буря».
У 1925 році йде у відставку, в 1926 році залишає навчання в університеті, в 1927 році переїздить до Берліна, де зав'язує контакти з консервативно-революційним рухом. Пише статтю для націонал-соціалістичної газети Völkischer Beobachter («Народний оглядач») під назвою «Revolution und Idee» («Революція і ідея»), у якій проповідує революційний націоналізм і необхідність диктатури. Також пише в «Штандарти», «Арміній», «Настання». Співпрацює з Фрідріхом Гільшером, Ернстом Нікишем.
З серпня 1926 року одружується. Їх перший син, Ернст, народжується 1 травня 1926 року. В 1934 році народжується їх другий син, Олександр.
Пише велику кількість політичних нарисів для різних журналів. У свої книгах про війну після «Сталевих гроз» Юнґер звертається до політичних питань. Третє видання «Сталевих гроз» було виконане в стилі радикального націоналізму, а в книгах «Лісок 125» (Das Wäldchen 125) і «Вогонь і кров» (Feuer und Blut) військовий досвід ставиться на службу радикальному революційному техніцистському націоналізму, осмисленому в рамках тоталітарної структури. Великий нарис «Робітник» (Der Arbeiter, 1932) є кульмінацією тоталітарних поглядів цього періоду життя, проте, водночас Юнґер починає розчаровуватися в політиці.

### Період нацистської диктатури
Після Першої світової війни Ернст Юнґер разом з братом Фрідріхом Георгом захоплюється ідеями націонал-соціалізму. Зокрема, він присвячує екземпляр «Вогню і крові» Гітлеру («dem nationalen Führer Adolf Hitler»), який навіть призначив зустріч з ним, несподівано скасовану в останню мить. З приходом Гітлера до влади Юнґер починає ставитися до НСДАП з усе більшою дистанцією, відкидаючи пропозиції про місце у виборчому списку НСДАП і образливо відгукуючись про Геббельса, втім, зберігаючи свої погляди. Протидія спробам націонал-соціалістів заявити свої права на популярного автора книг про війну виразилося й у відмові Юнґера в 1933 році від місця в Поетичній академії (Dichterakademie), яка зазнала чистки і, як наслідок, обшуком гестапо в його будинку. Попри вільнодумство Юнґера, він залишається недоторканним, оскільки Гітлер відчуває до нього пієтет як до героя Першої світової війни, учасником якої був і сам Гітлер.
Він пише збори нарисів «Листки і камені» (Blätter und Steine, 1934), де приховано критикує расизм нацистів, роман «Африканські ігри» (Afrikanische Spiele, 1936), значно змінює «Серце шукача пригод» (Das abenteuerliche Herz, 1938) і, нарешті, створює роман «На мармурових скелях» (Auf den Marmorklippen). Цей роман зазвичай тлумачать як критику нацистського режиму. Водночас книга критикувалася за естетизацію насильства.

### Друга світова війна
З початком Другої світової війни мобілізований в чині капітана, Юнґер був призначений командиром піхотної роти XIX полку. З листопада 1939 до травня 1940 року його рота перебувала на Західному валу вздовж франко-німецького кордону, спочатку в Грефферні, потім в Іффецгаймі.
Здебільшого, особисті дії Юнґера зводилися лише до відчуженого спостереження. У 1941 році, після періоду несення караульної служби зі своєю ротою в Парижі, Юнґер переводиться в штаб генерала Карла фон Штюльпнаґеля, командувача німецькою армією у Франції. Юнґер працював у готелі Мажестік, а жив у сусідньому готелі Рафаель. Він відповідав за роботу над операцією «Морський лев», займаючись цензурою листів і відстежуючи зв'язки між армією і партією. Взимку він починає роботу над першим чорновим варіантом книги «Мир» (Der Frieden). Після публікації в 1942 році книги «Сади і вулиці» (Garten und Strassen) і швидкого перекладу її французькою мовою під назвою Jardins et Routes у Юнґера з'являється багато шанувальників у Парижі. Він зближується з діячами Опору.
Ернст Юнґер був знайомий з багатьма учасниками змови Штауфенберґа, і лише особиста протекція Гітлера врятувала його від їхньої долі, але з армії його все ж таки було звільнено. 19 листопада 1944 року загинув його син, за вироком військового трибуналу направлений у дисциплінарний батальйон. Коли він знайшов щоденник сина, на першій сторінці він прочитав: «Далеко заходить той, хто не знає, куди йти».
У 1945 році стала широко відома книга Юнґера «Мир», сам же він залишався в Кірхгорсті. Як командир місцевого народного ополчення він наполіг, щоб його «обірвана поліція» не чинила опору американському наступу.

### Після війни у ФРН
Після окупації Німеччини нова влада наклала заборону на його видання, яка була знята в 1949 році.
У 1950 році переселився до містечка Вільфлінґена у Нижній Швабії.
Перші його роботи з'явилися поза Німеччиною: «Мир» в Амстердамі у 1946 році, «Поїздка по Атлантиці» (Atlantische Fahrt) — у Лондоні в 1947 році для німецьких військовополонених, щоденники подорожей «Із золотої мушлі» (Aus der goldenen Muschel) — у Цюриху в 1948 році. Крім того, Юнґер відмовився заповнити анкету щодо денацифікації, що не прискорило зняття заборони.
У 1949 році військові щоденники Юнґера були опубліковані під назвою «Випромінювання» (Strahlungen) (згодом перероблялися), також вийшов фантастичний роман «Геліополь» — за однією з інтерпретацій в образі Проконсула заведено бачити німецьке офіцерство, в образі Ландфогта — діячів НСДАП. Крім того, в романі описані цікаві технічні нововведення — перше передбачення GPS і мобільного зв'язку (щоправда, він був селекторним і здійснювався на наддовгих хвилях).
У 1950-і роки він займається есеїстикою, єдиним великим його твором цього періоду став роман «Скляні бджоли», що торкається проблеми технології, нагляду і симулякрів. Пише Есе «Світова держава».
У 1970-і роки Юнґер продовжує багато подорожувати й колекціонувати нагороди в галузі літератури і культури. Найпомітніші роботи цього періоду:
- 1970 рік — «Зближення: наркотики і сп'яніння» (Annäherungen. Drogen und Rausch) — автобіографічний нарис, що підсумовує роздуми з приводу його різних дослідів з наркотиками, від пивних вечірок перед Першою світовою до подорожей у світ ЛСД разом з Альбертом Гофманом.
- 1977 рік — «Оймесвіль» (Eumeswil). Розповідь ще про одне фантастичне місто, багато в чому — продовження «Геліополіса». Ба більше, в ньому починається дослідження ідей постісторії і знов вивчаються можливості індивідуума в боротьбі за справжню свободу.

У 1980-х Юнґер стає помітнішим як громадський діяч, що, поза сумнівом, пов'язане з впливом ХДС у німецькій політиці. Дебати з приводу «справи Юнґера» знов розгорілися в 1982 році, коли міська рада Франкфурта вирішила присудити йому Премію Ґете. В 1984 році він бере участь у церемонії пам'яті загиблих у двох світових війнах, на якій також присутні Гельмут Коль і Франсуа Міттеран, що згодом відвідали його у Вілфлінгені в 1985 році, коли йому виповнилося 90 років.
У 1990 році видається збірка «Ножиці» (Die Schere) — складна колекція афоризмів на тему стану сучасного/постсучасного світу. Інші публікації Юнґера обмежуються подальшими виданнями Siebzig Verweht, за винятком нарису під назвою «Зміна образу» (Gestaltwandel).
Сторічний ювілей Юнґера був відсвяткований в 1995 році з великим офіційним галасом. Було домовлено про розміщення паперів письменника в Архіві німецької літератури в Марбаху-на-Некарі, де, з дозволу його вдови, рукописи, друкарські роботи й оригінали щоденників доступні для академічних досліджень.

## Цікаві факти
- Ернст Юнґер був останнім нагороджений військовою версією ордена Pour le Mérite, а також останнім живим кавалером цієї нагороди.

## Основні твори
- 1920 — In Stahlgewittern (В сталевих грозах)
- 1922 — Der Kampf als inneres Erlebnis (Війна як внутрішнє переживання)
- 1932 — Der Arbeiter. Herrschaft und Gestalt (Робітник. Панування і ґештальт)
- 1934 — Afrikanische Spiele (Африканські ігри)
- 1939 — Auf den Marmorklippen (На мармурових скелях)
- 1942 — Gärten und Straßen (Сади й дороги)
- 1945 — Der Friede. Ein Wort an die Jugend Europas und an die Jugend der Welt (Мир. Слово до молоді Європи і молоді світу)
- 1949 — Strahlungen (Випромінення)
- 1949 — Heliopolis (Геліополіс)
- 1951 — Der Waldgang (Втеча в ліс)
- 1957 — Gläserne Bienen (Скляні бджоли)
- 1959 — An der Zeitmauer (Біля стіни часу)
- 1960 — Der Weltstaat (Світова держава)
- 1970 — Annäherungen. Drogen und Rausch (Наближення. Наркотики і сп'яніння)
- 1977 — Eumeswil (Оймесвіль)

## Видання

### Німецькою
- Ernst Jünger: Sämtliche Werke. 22 Bände, Klett-Cotta, Stuttgart 1978ff.
- Ernst Jünger: Werke. 10 Bände, Stuttgart 1960—1965

### Романи, новели
- Ернст Юнґер. «На Мармурових скелях». Переклад з німецької: Євген Попович. Київ: журнал «Всесвіт», 1997. № 8–9 за 1997
  - (передрук) Ернст Юнґер. «На Мармурових скелях». Переклад з німецької: Євген Попович. Київ: Книга Роду, 2008. — 112 с. — ISBN 978-966-2186-29-1.
  - (передрук) Ернст Юнґер. «На Мармурових скелях». Переклад з німецької: Євген Попович. Київ: Видавництво Жупанського, 2024. — 144 с. — ISBN 9786177585991.
- Ернст Юнґер. «Скляні бджоли». Переклад з німецької: Роман Осадчук. Київ: Видавництво Жупанського, 2017. 152 стор. ISBN 978-966-2355-86-4 (Майстри світової прози)
- Ернст Юнґер. «Штурм». Переклад з німецької: Гліб Парфьонов. Київ: ДІПА, 2019. 100 стор. ISBN 978-617-7606-16-0
- Ернст Юнґер. «Геліополіс». Роман. Переклад з німецької: Роман Осадчук. Київ: Видавництво Жупанського, 2025. (Майстри світової прози)[8].
- Ернст Юнґер. «Африканські ігри». Переклад з німецької: Роман Осадчук. Київ: Видавництво Жупанського, 2025. 176 стор. (Майстри світової прози)[9].

### Щоденники
- Ернст Юнґер. «В сталевих грозах». Переклад з німецької: Юрко Прохасько. Чернівці: Книги-ХХІ, 2014. 324 стор. ISBN 978-617-614-078-8
- Ернст Юнґер. «Вогонь і кров». Переклад з німецької: Олександр Андрієвський. Київ: Пломінь, 2018. — 336 с. — ISBN 978-966-97851-0-7

### Збірки
- Ернст Юнґер. «Авантюрне серце». Переклад з німецької: Олександр Андрієвський. Київ: Пломінь, 2020. — 296 с. — ISBN 978-966-97962-0-2
- Ернст Юнґер. «Наближення. Наркотики і сп'яніння». Переклад з німецької: Роман Осадчук. Київ: Видавництво Жупанського, 2023. 456 стор.[10]

### Есеї
- Ернст Юнґер. «Війна як внутрішнє переживання». Переклад з німецької: Олександр Андрієвський. Київ: Стилет і стилос, 2022. — 136 с. — ISBN 978-617-95149-3-7

### Оповідання
- Ернст Юнґер (перекладач: Юрій Михальчишин). Націоналістична Революція («Die Standarte»). Архів оригіналу за 29 березня 2010.
- Ернст Юнґер (переклад невідомого). Марш націоналізму. Архів оригіналу за 14 листопада 2011.
- Ернст Юнґер (переклад невідомого). Кров. Архів оригіналу за 14 листопада 2011.
- Ернст Юнґер (переклад невідомого). Машина. Архів оригіналу за 14 лютого 2011.
- Ернст Юнґер (переклад невідомого). Наша бойова позиція. Архів оригіналу за 13 листопада 2011.
- Ернст Юнґер (переклад невідомого). Єднайтеся!. Архів оригіналу за 14 листопада 2011.